# Organisation für Afrikanische Einheit
Die Organisation für Afrikanische Einheit (englisch Organization of African Unity, OAU; französisch Organisation de l’Unité Africaine, OUA) war eine von 1963 bis 2002 bestehende Organisation fast aller afrikanischer Staaten. Sie ist die Vorgängerorganisation der Afrikanischen Union.

## Entwicklung der OAU

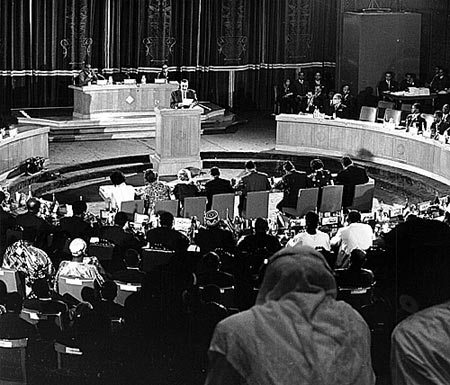
Ägyptens Präsident Gamal Abdel Nasser auf dem OAU-Gipfel in Kairo (1964)

Der Sitz der OAU war Addis Abeba in Äthiopien. Die Charta der Organisation ist von 32 unabhängigen afrikanischen Staaten unterzeichnet worden. Die Präsidentschaft der OAU wurde jeweils für ein Jahr vom Staatsoberhaupt eines der Mitgliedsländer übernommen. Der Präsident wurde von der Generalversammlung der OAU gewählt, an der die Staatsoberhäupter der Mitgliedstaaten teilnahmen.
Die OAU wurde am 25. Mai 1963 in Addis Abeba von 30 afrikanischen Staaten gegründet (Vorgängerorganisation waren die Casablanca-Gruppe und die Monrovia-Gruppe). Die gemeinsamen Positionen der Gründungsstaaten fasste man in einem Dokument, der OAU-Charta (engl. OAU Charter), zusammen. Am 30. Mai 1963 tauschten die versammelten Staatsoberhäupter ihre Positionen zum voranschreitenden Prozess der weiteren Dekolonialisierung in Afrika aus. Zum ersten Ziel in diesem Zusammenhang wurde die Befreiung Angolas von der Kolonialherrschaft erklärt. Ferner wurde die Errichtung eines Komitees zur Befreiung Afrikas (African Liberation Committee) beschlossen, das seinen Sitz in Daressalam nehmen und aus Repräsentanten von 9 Staaten bestehen sollte. Zur Finanzierung dessen Aktivitäten sollten 1 Prozent des Budgets bereitgestellt werden. Aus dem Kreis der versammelten Staatsoberhäupter wurde aufgerufen, die Überflugrechte für Flüge die Portugal und Südafrika tangierten auszusetzen sowie zum selben Zweck die Flug- und Seehäfen zu schließen.
Auf der 28. Sitzung der OAU-Regierungsrepräsentanten vom 28. Juni bis 2. Juli 1992 in Dakar beschlossen die anwesenden Vertreter afrikanischer Staaten einen neuen Weg zur Konfliktvorbeugung und -regulierung auf dem Kontinent und beauftragten den Generalsekretär der Vereinigung mit der Ausarbeitung von konkreten Regelungen zur Konfliktverhütung. Erstmals sollte damit auch auf interne Konflikte einzelner afrikanischer Staaten eingegangen werden. Nach Maßgabe der neuen Prinzipien sollte das Konfliktmanagement primär von der OAU und erst bei erheblich ausgeweiteten Konflikten mit Mitteln der UN betrieben werden.
Auf der 30. Versammlung ihrer OAU-Regierungsrepräsentanten vom 13. bis 15. Juni 1994 in Tunis schöpften die Vertreter infolge des Endes der Apartheidsära in Südafrika Hoffnung, dass die Organisation nun eine wachsende Wirksamkeit auf dem afrikanischen Kontinent entfalten könne. Südafrika nahm hier erstmals an einer OAU-Sitzung teil und wurde das 53. Mitglied. Das Land setzte sich auf diesem Wege aktiv zu Gunsten eines Vertrages für eine atomwaffenfreie Zone in Afrika (Vertrag von Pelindaba) ein.
Mit dem Constitutive Act of the African Union vom 8. September 2000 war das Ende der OAU offiziell besiegelt. Die Sirte-Deklaration der OAU vom 9. September 1999 wies hierzu den Weg. Darin hieß es: „Establish an African Union in conformity with the ultimate objectives of the Charter of our Continental Organisation and the provisions of the Treaty establishing the African Economic Community.“ (deutsch etwa: Einrichtung einer Afrikanischen Union in Verbindung mit den Zielen der Charta unserer kontinentalen Organisation und den Bestimmungen des Vertrags zur Gründung der Afrikanischen Wirtschaftsgemeinschaft.). Der libysche Staatschef Muammar al-Gaddafi hatte zu diesem 4. Sondergipfel eingeladen, um die Effizienz der Organisation zu verbessern.
Am 11. Juli 2001 fand die letzte Gipfelkonferenz der Organisation gemeinsam mit Vertretern der Afrikanischen Wirtschaftsgemeinschaft (AEC) in Lusaka statt, auf der der Maßnahmeplan zur Gründung der Afrikanischen Union beschlossen wurde. Am 9. Juli 2002 endete die Arbeit der OAU. Die Afrikanische Union nahm am nachfolgenden Tag ihre reguläre Tätigkeit auf. Zuletzt waren außer Marokko, das 1985 aus der OAU austrat, um gegen die Aufnahme von Westsahara zu protestieren (siehe: Westsaharakonflikt), alle 53 afrikanischen Staaten in der Organisation vertreten.
Das Ziel der Organisation war, die Einheit und Solidarität der afrikanischen Staaten zu fördern und als eine einheitliche Stimme des Kontinents zu agieren. Es sollte den Kolonialismus in Afrika auslöschen und die Unabhängigkeit fördern.

## Gliederungen der OAU
Folgende Teilorganisationen der OAU waren existent:
- African Accounting Council,
- African Bureau for Educational Sciences,
- African Civil Aviation Commission,
- Pan-African News Agency,
- Pan-African Postal Union,
- Pan-African Railways Union,
- Pan-African Telecommunications Union,
- Supreme Council for Sports in Africa.

## Generalsekretäre
| Name              | Beginn der Amtszeit | Ende der Amtszeit  | Nationalität   |
| ----------------- | ------------------- | ------------------ | -------------- |
| Kifle Wodajo      | 25. Mai 1963        | 21. Juli 1964      | Äthiopien      |
| Diallo Telli      | 21. Juli 1964       | 15. Juni 1972      | Guinea         |
| Nzo Ekangaki      | 15. Juni 1972       | 16. Juni 1974      | Kamerun        |
| William Eteki     | 16. Juni 1974       | 21. Juli 1978      | Kamerun        |
| Edem Kodjo        | 21. Juli 1978       | 12. Juni 1983      | Togo           |
| Peter Onu         | 12. Juni 1983       | 20. Juli 1985      | Nigeria        |
| Idé Oumarou       | 20. Juli 1985       | 19. September 1989 | Niger          |
| Salim Ahmed Salim | 19. September 1989  | 17. September 2001 | Tansania       |
| Amara Essy        | 17. September 2001  | 9. Juli 2002       | Elfenbeinküste |

## Vorsitzende
Der Präsident der Organisation für Afrikanische Einheit (OAU) war jeweils ein Jahr lang der Vorsitzende der Organisation.
| Name                          | Beginn der Amtszeit | Ende der Amtszeit | Nationalität   |
| ----------------------------- | ------------------- | ----------------- | -------------- |
| Haile Selassie                | 25. Mai 1963        | 17. Juli 1964     | Äthiopien      |
| Gamal Abdel Nasser            | 17. Juli 1964       | 21. Okt. 1965     | Ägypten        |
| Kwame Nkrumah                 | 21. Okt. 1965       | 24. Feb. 1966     | Ghana          |
| Joseph Arthur Ankrah          | 24. Feb. 1966       | 5. Nov. 1966      | Ghana          |
| Haile Selassie                | 5. Nov. 1966        | 11. Sep. 1967     | Äthiopien      |
| Joseph-Désiré Mobutu          | 11. Sep. 1967       | 13. Sep. 1968     | DR Kongo       |
| Houari Boumedienne            | 13. Sep. 1968       | 6. Sep. 1969      | Algerien       |
| Ahmadou Ahidjo                | 6. Sep. 1969        | 1. Sep. 1970      | Kamerun        |
| Kenneth Kaunda                | 1. Sep. 1970        | 21. Juni 1971     | Sambia         |
| Moktar Ould Daddah            | 21. Juni 1971       | 12. Juni 1972     | Mauretanien    |
| Hassan II.                    | 12. Juni 1972       | 27. Mai 1973      | Marokko        |
| Yakubu Gowon                  | 27. Mai 1973        | 12. Juni 1974     | Nigeria        |
| Siad Barre                    | 12. Juni 1974       | 28. Juli 1975     | Somalia        |
| Idi Amin                      | 28. Juli 1975       | 2. Juli 1976      | Uganda         |
| Seewoosagur Ramgoolam         | 2. Juli 1976        | 2. Juli 1977      | Mauritius      |
| Omar Bongo                    | 2. Juli 1977        | 18. Juli 1978     | Gabun          |
| Dschafar an-Numairi           | 18. Juli 1978       | 12. Juli 1979     | Sudan          |
| William Richard Tolbert, Jr   | 12. Juli 1979       | 12. Apr. 1980     | Liberia        |
| Léopold Sédar Senghor (komm.) | 12. Apr. 1980       | 1. Juli 1980      | Senegal        |
| Siaka Stevens                 | 1. Juli 1980        | 24. Juni 1981     | Sierra Leone   |
| Daniel arap Moi               | 24. Juni 1981       | 6. Juni 1983      | Kenia          |
| Mengistu Haile Mariam         | 6. Juni 1983        | 12. Nov. 1984     | Äthiopien      |
| Julius Nyerere                | 12. Nov. 1984       | 18. Juli 1985     | Tansania       |
| Abdou Diouf                   | 18. Juli 1985       | 28. Juli 1986     | Senegal        |
| Denis Sassou-Nguesso          | 28. Juli 1986       | 27. Juli 1987     | Republik Kongo |
| Kenneth Kaunda                | 27. Juli 1987       | 25. Mai 1988      | Sambia         |
| Moussa Traoré                 | 25. Mai 1988        | 24. Juli 1989     | Mali           |
| Husni Mubarak                 | 24. Juli 1989       | 9. Juli 1990      | Ägypten        |
| Yoweri Museveni               | 9. Juli 1990        | 3. Juli 1991      | Uganda         |
| Ibrahim Babangida             | 3. Juli 1991        | 29. Juni 1992     | Nigeria        |
| Abdou Diouf                   | 29. Juni 1992       | 28. Juni 1993     | Senegal        |
| Husni Mubarak                 | 28. Juni 1993       | 13. Juni 1994     | Ägypten        |
| Zine el-Abidine Ben Ali       | 13. Juni 1994       | 26. Juni 1995     | Tunesien       |
| Meles Zenawi                  | 26. Juni 1995       | 8. Juli 1996      | Äthiopien      |
| Paul Biya                     | 8. Juli 1996        | 2. Juni 1997      | Kamerun        |
| Robert Mugabe                 | 2. Juni 1997        | 8. Juni 1998      | Simbabwe       |
| Blaise Compaoré               | 8. Juni 1998        | 12. Juli 1999     | Burkina Faso   |
| Abd al-Aziz Bouteflika        | 12. Juli 1999       | 10. Juli 2000     | Algerien       |
| Gnassingbé Eyadéma            | 10. Juli 2000       | 9. Juli 2001      | Togo           |
| Frederick Chiluba             | 9. Juli 2001        | 2. Jan. 2002      | Sambia         |
| Levy Mwanawasa                | 2. Jan. 2002        | 9. Juli 2002      | Sambia         |